# 프랑수아 사가

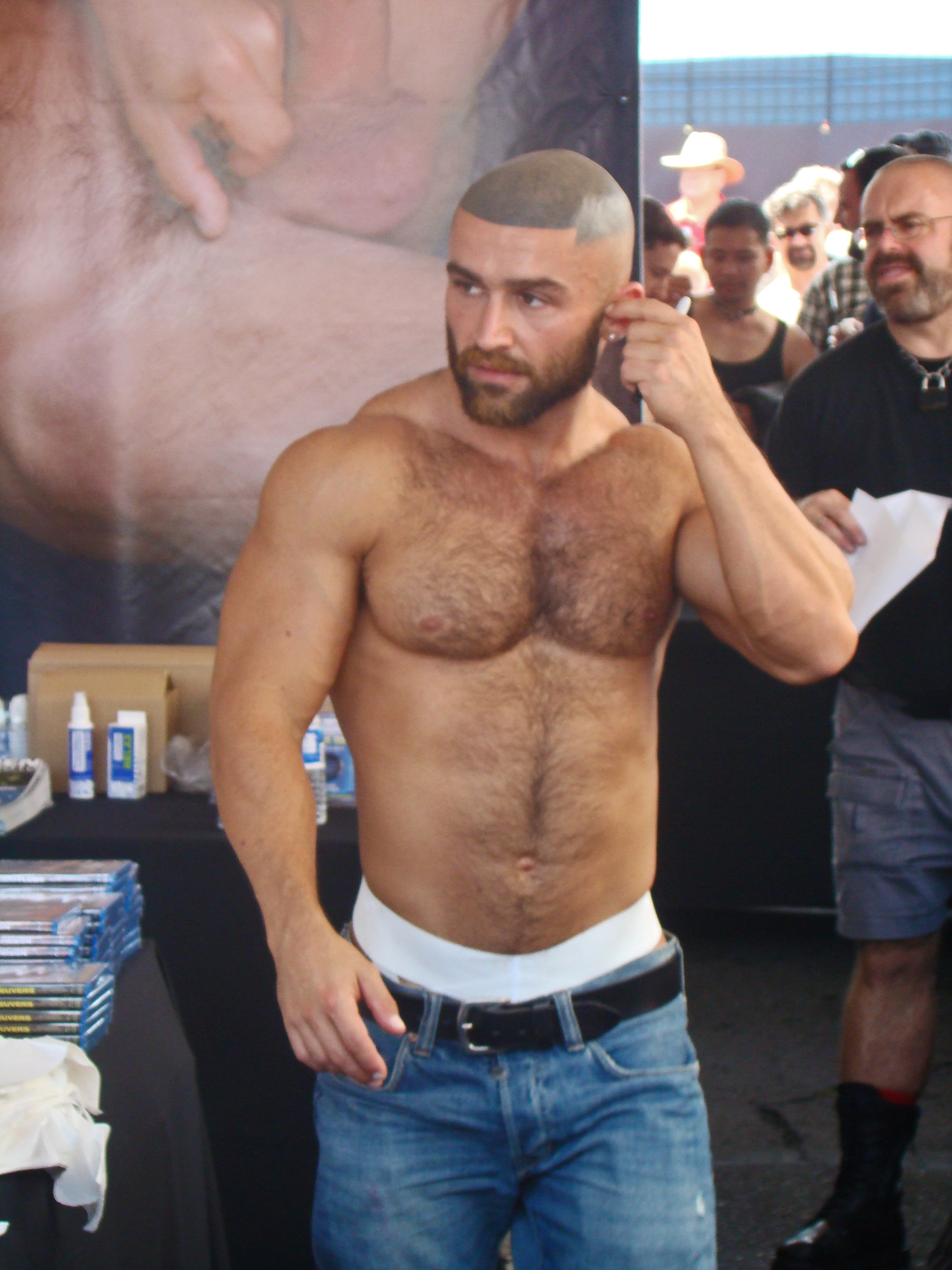
프랑수아 사가

프랑수아 사가(François Sagat, 1979년 6월 5일 ~ )는 프랑스의 포르노 배우이다.